# 片上慶一
片上 慶一（かたかみ けいいち、1954年3月6日 - ）は、日本の外交官。経済外交担当大使、外務省経済局長兼内閣官房内閣審議官兼TPP政府対策本部員、欧州連合日本政府代表部特命全権大使、経済担当外務審議官、外務省参与を経て、駐イタリア特命全権大使。

## 人物
東京都出身。東京大学法学部第2類（公法コース）卒業。1980年外務省入省。英語研修。本省勤務が長く、大使就任まで在外勤務は6年に過ぎなかった。
在マレーシア日本国大使館、内閣官房長官秘書官（小渕・森内閣）、在アメリカ合衆国日本国大使館総務担当公使、大臣官房人事課長、欧州局参事官を歴任し、2008年駐ガーナ大使に就任。
2008年、北海道洞爺湖サミットで政府がアフリカ重視の姿勢を示したことから、通常より若い年次でアフリカに大使を赴任させようという日本・アフリカ連合（AU）友好議員連盟会長の森喜朗の発案を受け、英語圏の駐ガーナ大使に就任した。シエラレオネ国兼リベリア国兼轄。同様に、同年スペイン語研修の越川和彦がポルトガル語圏の駐アンゴラ大使に、最年少のフランス語研修の岡村善文が、フランス語圏の駐コートジボワール大使に就任した。2010年には天皇・皇后夫妻にガーナ情勢について説明をおこなった。
2011年、外務省大臣官房審議官兼経済局・経済外交担当大使に就き、環太平洋戦略的経済連携協定締結に向けた交渉にあたる。内閣官房内閣審議官併任。2012年、外務省経済局長に就任。2013年から内閣官房内閣審議官兼TPP政府対策本部員兼務。2014年（平成26年）7月4日外務省大臣官房付。2014年（平成26年）7月29日欧州連合日本政府代表部特命全権大使。2016年（平成28年）6月14日外務審議官（経済）。2017年（平成29年）4月25日内閣官房TPP政府対策本部首席交渉官兼務。2017年（平成29年）7月14日外務省参与に就任。
同年8月2日、駐イタリア大使に就任。2020年退官、国際経済研究所代表取締役理事長。

## 同期入省
- 末松義規（12年内閣府副大臣・96年衆議院議員）
- 石井正文（17年インドネシア大使・13年国際法局長）
- 大村昌弘（17年フィジー大使）
- 川村裕（20年ノルウェー大使・18沖縄大使・14年コートジボワール大使）
- 越川和彦（16年JICA副理事長・14年スペイン大使・12年官房長）
- 鈴鹿光次（16年アフガニスタン大使）
- 鈴木康久（18年ニカラグア大使・16年レオン総領事）
- 山田文比古（08年東京外国語大学教授）
- 北野充（14年ウィーン代表部大使・12年軍縮不拡散・科学部長・19年アイルランド大使）
- 石川和秀（14年フィリピン大使・12年南部アジア部長）
- 藤原聖也（14年アルジェリア大使）
- 山崎純（18年シンガポール大使・15年スウェーデン大使・14年儀典長）
- 渡邉正人（17年ブルガリア大使・15年バングラデシュ大使）
- 堀之内秀久（19年オランダ大使・16年カンボジア大使・14年ロサンゼルス総領事）
- 野田仁（18年ルーマニア大使・15年エクアドル大使）
- 髙橋礼一郎（18年オーストラリア大使・15年ニューヨーク総領事・11年アフガニスタン大使）
- 葉室和親（12年トンガ大使）
- 井出敬二（17年北極担当大使・13年クロアチア大使）
- 小原雅博（15年東京大学法学部教授・13年上海総領事）
- 須永和男（19年カタール大使・16年ASEAN大使）
- 姫野勉（17年ガーナ大使）
- 平石好伸（17年チリ大使・14年ジンバブエ大使）
- 水谷章（19年オーストリア大使・17年立命館アジア太平洋大学教授）
- 齊藤貢（18年イラン大使・15年オマーン大使）